# Союз протестантских церквей Эльзаса и Лотарингии
Союз протестантских церквей Эльзаса и Лотарингии (фр. Union des Églises protestantes d'Alsace et de Lorraine, UEPAL) — христианская организация во Франции. Союз протестантских церквей Эльзаса и Лотарингии был создан в 2006 году путем объединения Протестантской церкви Аугсбургского исповедания Эльзаса и Лотарингии (EPCAAL) и Протестантской реформатской церкви Эльзаса и Лотарингии (EPRAL).

## История
Союз был создан указом от 18 апреля 2006 года. Праздник по этому поводу отмечался 7 мая 2006 года специальной службой в церкви Святого Фомы в Страсбурге. Хотя новый орган не является единой церковью, он обеспечивает общую структуру принятия решений и единый состав пасторов. На Союз возложена ответственность за организацию совместных мероприятий и укрепление отношений между двумя учредительными церквями в Эльзасе и департаменте Мозель в Лотарингии.

## Статистика
В UEPAL насчитывается около 250 000 членов церкви, которым служат 250 пасторов. Около 80 % принадлежит EPCAAL, оставшиеся 20 % — EPRAL. Обе церкви сохраняют свои собственные структуры и сохраняют раздельное членство в международных организациях. Обе являются членами Протестантской федерации Франции (FPF).

## Структура
UEPAL проводит две ассамблеи в год: в июне и ноябре. На первой ассамблее в 2006 году президентом был избран бывший декан факультета протестантской теологии Страсбургского университета и президент EPCAAL Жан-Франсуа Колланж. Срок полномочий — три года. В 2009 году Колланж был избран на второй срок.

## Отношение к ЛГБТ
В июне 2013 года UEPAL объявила, что изучает вопрос благословения союзов однополых пар. Церкви решили провести исследование, которое продлится три года, и рассмотреть этот вопрос на собрании в 2017 году. В ноябре 2019 года UEPAL разрешила благословлять однополые браки.